# Pallavolo ai III Giochi panamericani - Torneo maschile
Il II campionato di pallavolo maschile ai Giochi panamericani si è svolto dal 28 agosto al 6 settembre 1959 a Chicago, negli Stati Uniti d'America, durante i III Giochi panamericani. Al torneo hanno partecipato 9 squadre nazionali nordamericane e sudamericane e la vittoria finale è andata per la seconda volta consecutiva agli Stati Uniti.

## Squadre partecipanti
| - Brasile - Canada - Cuba - Haiti - Messico - Porto Rico - Rep. Dominicana - Stati Uniti - Venezuela |

## Classifica finale
| Classifica | Squadre         |
| ---------- | --------------- |
|            | Stati Uniti     |
|            | Brasile         |
|            | Messico         |
| 4          | Rep. Dominicana |
| 5          | Venezuela       |
| 6          | Canada          |
| 7          | Porto Rico      |
| 8          | Cuba            |
| 9          | Haiti           |